# سیب پرویی (سرده)
سیب پرویی (نام علمی: Nicandra physalodes) نام یک گونه از تیره بادنجانیان است.